# Datong
Datong (chinesisch 大同, Pinyin Dàtóng, W.-G. Ta-t'ung, Abk.: 大,  Dà / 同,  Tóng) ist eine chinesische bezirksfreie Stadt in der Provinz Shanxi mit etwa 1,85 Millionen Einwohnern (Stand: 2020) im urbanen Stadtzentrum und weiteren 1,25 Millionen Einwohnern in den umliegenden Kreisen. Datong liegt etwa 300 Kilometer westlich von Peking auf rund 1200 m ü. NN. und hat eine Fläche von 14.068 Quadratkilometern.
Die Stadt wurde als Píngchéng (平城 – „Friedensstadt“) während der Han-Dynastie gegründet und war während der Nördlichen Wei-Dynastie fast hundert Jahre lang (398 bis 494) Hauptstadt. 1048 wurde die Stadt in Datong fu (大同府 – „Große Einheit“), nach einem lokalen Strom (大同川), umbenannt, ein Name, den sie bis heute behalten hat. Die Stadt hat im Chinesischen den poetischen Beinamen Fènghuáng Chéng (鳳凰城 / 凤凰城 – „Phönixstadt“).

## Geographie
Datong verwaltet ein Territorium von 14.176 Quadratkilometern, was etwa 9,1 % des Territoriums der Provinz Shanxi entspricht. Es liegt im Nordwesten der Provinz Shanxi und grenzt im Osten an Zhangjiakou und Baoding, im Süden und Westen an Shuozhou und Xinzhou, im Norden an Ulanqab; dort verläuft auch die Chinesische Mauer. Seine Nord-Süd-Ausdehnung beträgt 189 Kilometer, seine West-Ost-Ausdehnung 137 Kilometer.
Datong liegt im Nordosten des Lössplateaus, nahe dem Yan-Gebirge. Es hat ein vielfältiges Relief, ist jedoch größtenteils hügelig bis gebirgig und liegt vorwiegend auf Höhen von 1000 bis 1500 Metern über dem Meeresspiegel. Es wird von zwei Bergketten umgeben, die in der Mitte ein längliches Becken mit dem eigentlichen Stadtgebiet einschließen. Im Nordwesten Datongs befinden sich die Ausläufer des Yinshan-Gebirges bzw. des Lüliang-Gebirges. Die wichtigsten Bergstöcke auf dem Gebiet von Datong sind Shuang Shan, Erlang Shan, Yunmen Shan, Cailiang Shan und Leigong Shan. Im Süden Datongs befinden sich die Ausläufer des Taihang-Gebirges mit den Bergstöcke Heng Shan, Taibai Shan und Liuleng Shan. Hier liegt auch der mit 2420 Metern höchste Gipfel Datongs namens Huangyang Jian. Der niedrigste Punkt Datongs liegt im Dorf Huata im Kreis Lingqiu auf 558 Metern ü. d. Meeresspiegel.
Das Territorium von Datong wird von Westen nach Osten vom Sanggan-He durchflossen. Er bildet zwischen dem Qifeng Shan, Hongtao Shan und Heng Shan ein 5127 km² großes Becken, in dem das Stadtgebiet liegt. Die kleineren Siedlungen auf dem Gebiet von Datong befinden sich in anderen Becken, die jeweils etwa 500 km² Fläche umfassen.
Der Sanggan-Fluss, der Huliu-Fluss, der Nanyang-Fluss und der Yu-Fluss gehören zum Einzugsgebiet des Yongding-Flusses. Sein Einzugsgebiet in Datong hat eine Fläche von 10.831 km². Der Tang-Fluss gehört zum Einzugsgebiet des Qing-Flusses, dessen Einzugsgebiet in Datong 2071 km² einnimmt. Diese Flüsse transportieren jährlich etwa 734 Millionen Kubikmeter Wasser ab. In Datong gibt es 111 Stauseen, von denen die sechs größten gemeinsam 679 Millionen Kubikmeter Wasser speichern können, die anderen halten weitere 106 Millionen Kubikmeter zurück.
Datong gehört zur gemäßigt kontinentalen Klimazone mit einer Jahresdurchschnittstemperatur von 6,6 °C. Die Temperaturunterschiede zwischen Tag und Nacht sowie Winter und Sommer sind groß. Pro Jahr fallen im Durchschnitt 400 mm Niederschlag, dies jedoch mit großen Variationen zwischen den Jahren.

## Bevölkerung
Per 2015 hatte Datong eine Gesamtbevölkerung von 3.406.400 Personen. In Datong leben neben Han-Chinesen Angehörige von 18 ethnischen Minderheiten, wovon nur die Hui-Chinesen und die Mandschu mehr als 1000 Menschen stellen.

## Administrative Gliederung
Datong wurde im Mai 1949 zur Stadt erklärt. Seitdem wurden das Territorium und seine administrative Gliederung mehrmals angepasst. Im Jahre 1993 wurde Datong mit dem Bezirk Yanbei vereinigt, wodurch das Territorium die per Stand 2019 vorliegende Gestalt bekam. Per 2019 ist Datong auf Bezirksebene in vier Stadtbezirke und sechs Kreise unterteilt. Diese sind (Stand: Zensus 2020):
- Stadtbezirk Pingcheng (平城区), 237 km², 1.105.699 Einwohner;
- Stadtbezirk Yungang (云冈区), 742 km², 684.753 Einwohner;
- Stadtbezirk Xinrong (新荣区), 1.104 km², 88.664 Einwohner;
- Stadtbezirk Yunzhou (云州区),1.483 km², 151.087 Einwohner;
- Kreis Yanggao (阳高县), 1.610 km², 191.981 Einwohner;
- Kreis Tianzhen (天镇县), 1.688 km², 160.691 Einwohner;
- Kreis Guangling (广灵县), 1.209 km², 154.253 Einwohner;
- Kreis Lingqiu (灵丘县), 2.734 km², 212.771 Einwohner;
- Kreis Hunyuan (浑源县), 1.939 km², 237.749 Einwohner;
- Kreis Zuoyun (左云县), 1.325 km², 117.943 Einwohner.

Die Stadtbezirke Chengqu, Kuang und Nanjiao wurden im Rahmen einer Neuorganisierung im Jahre 2018 aufgelöst.
Auf Gemeindeebene existieren per 2019 46 Straßenviertel, 33 Großgemeinden und 66 Gemeinden. Diese sind wiederum in 332 Einwohnergemeinschaften und 1967 Dörfer unterteilt.

## Das Altstadtprojekt

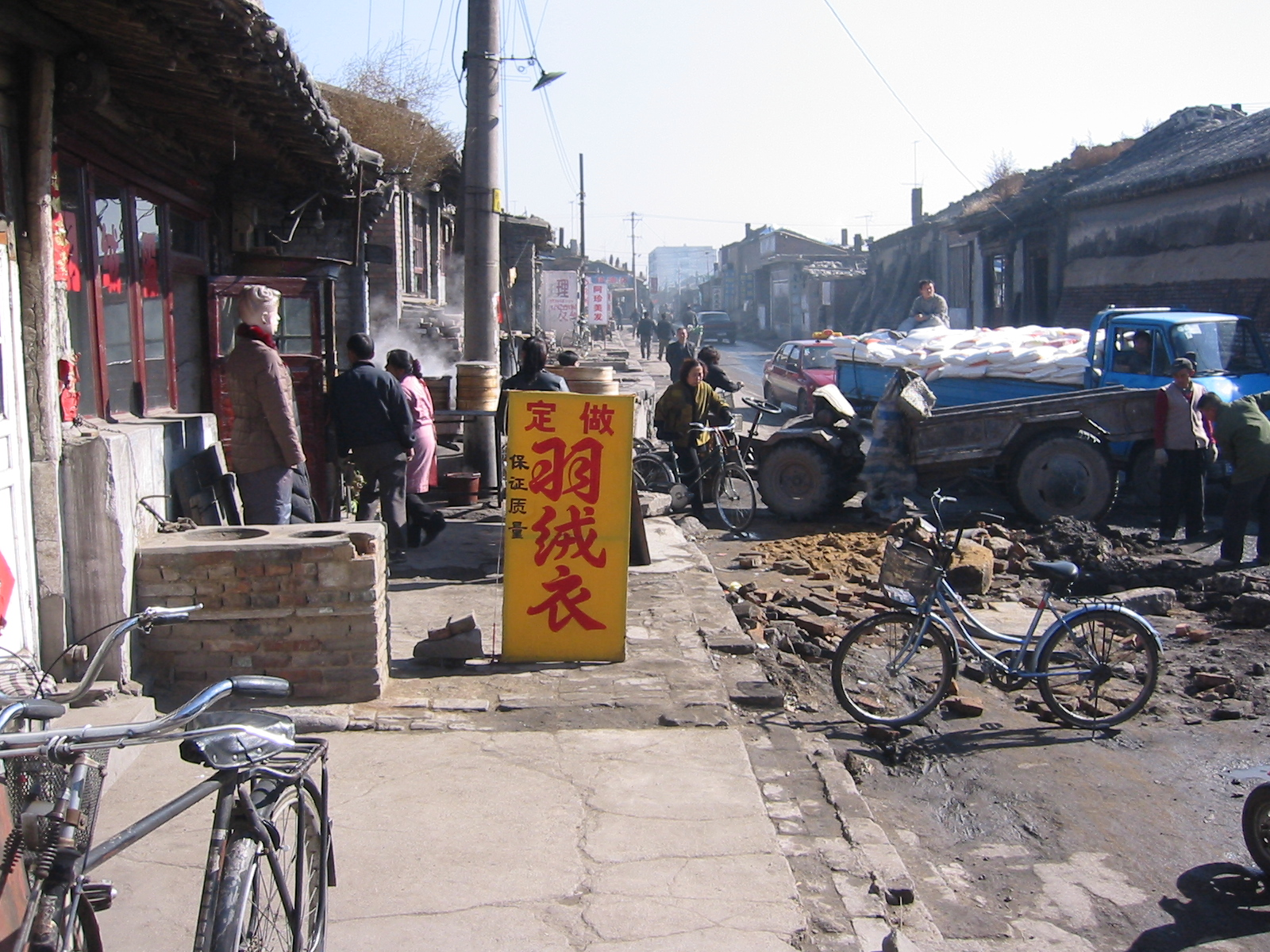
Traditionelle Hutongs der Altstadt

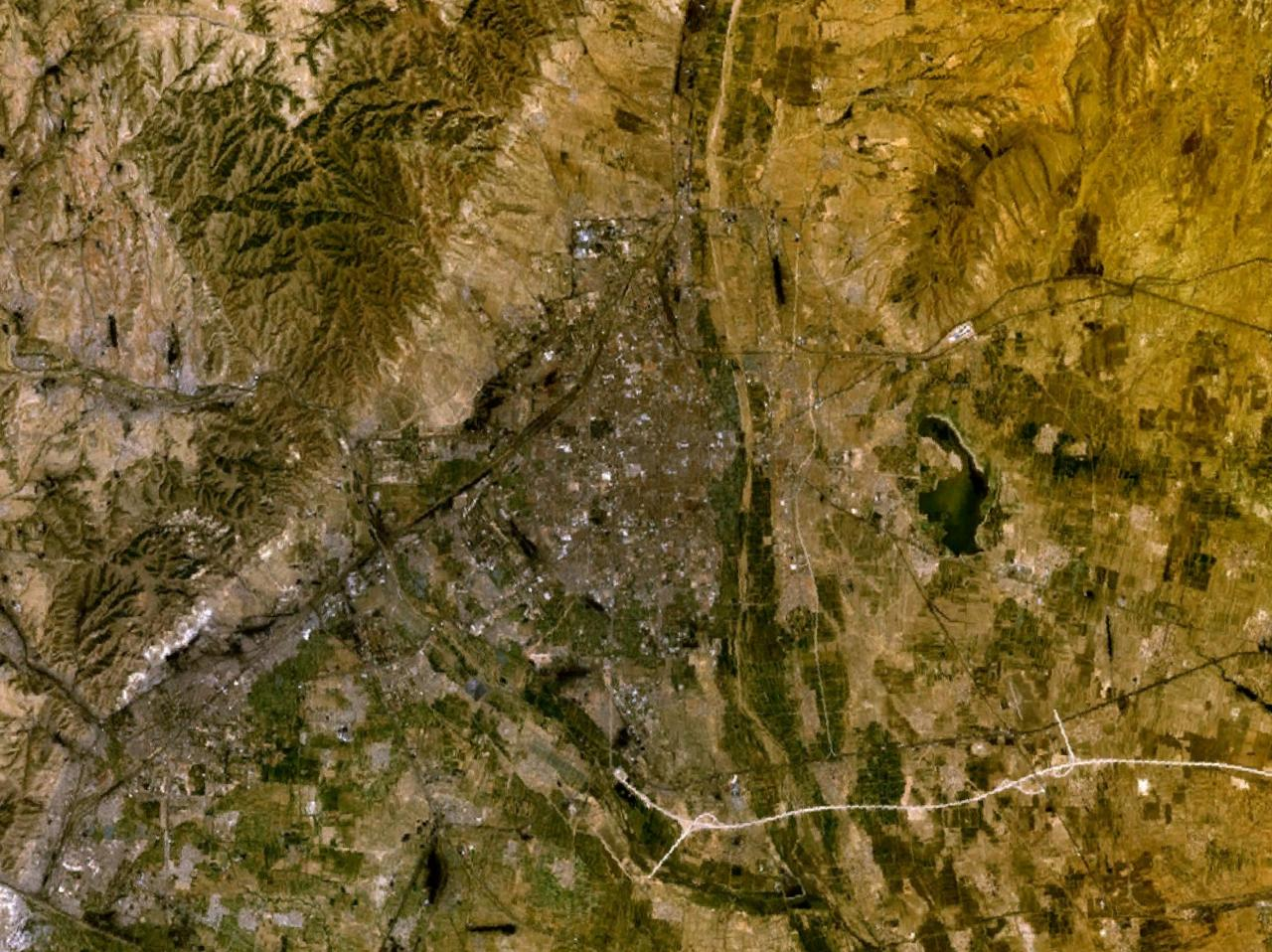
Satellitenbild von Datong 2005

Aus vorwiegend touristisch-kommerziellen Gründen wurde ab 2008 ein Stadtumbau der Innenstadt im Stil der Ming-Dynastie durchgeführt. Das 6 Milliarden Euro teure Projekt sollte besonders die finanzkräftige chinesische Mittelschicht ansprechen. Die Rekonstruktion ist nach westlichen Presseberichten nur eine ungefähre. 40.000 ärmere Bewohner der Altstadt werden abgesiedelt, im neuen alten Zentrum, das mit einer 2009 bis 2012 errichteten monumentalen Stadtmauer abgegrenzt wurde, entstehen Luxuswohnungen. Die Gentrifizierung mit ihrer historisierenden Kulissenarchitektur ist bereits weit vorangeschritten.
Gemäß dem Dokumentarfilm „The Chinese Mayor“ ist dieses Altstadtprojekt jedoch gescheitert:
Der dieses Projekt vorantreibende Bürgermeister Geng Yanbo wurde nach fünf Jahren im Amt überraschend als Bürgermeister in eine 300 km weit entfernte andere Stadt versetzt. Er hinterließ – gemäß den Aussagen im o.e. Film – Schulden in der Höhe einiger Milliarden Dollar und eine Vielzahl halbfertiger Projekte, die sein Nachfolger nicht mehr weiterführte.
Die Problematik dieses Projekts wurde bereits 2012 in der Zeitschrift Bauwelt beschrieben.

## Kultur

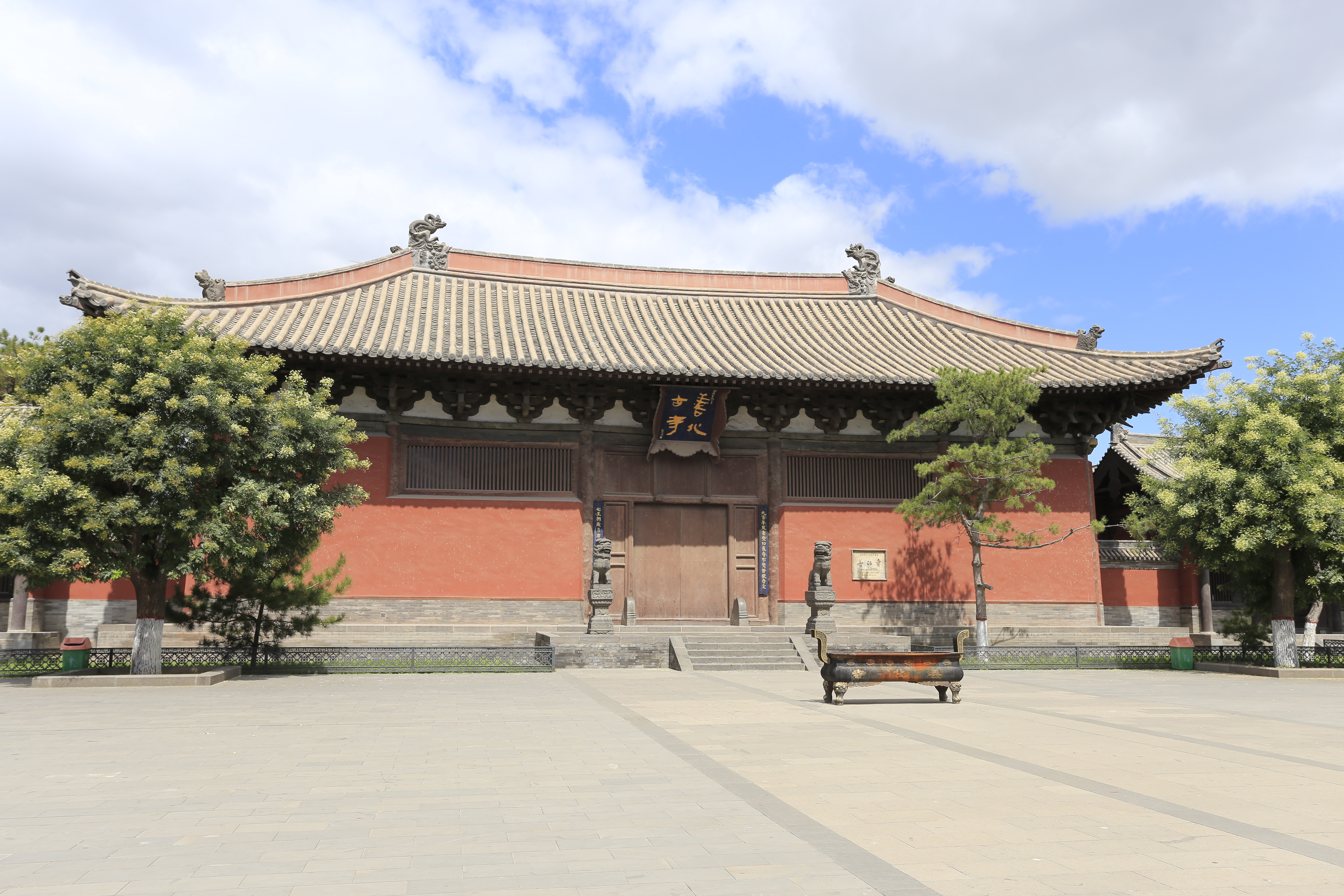
Gebäude Shānmén 山門
(Shanhua-Kloster, 2013)

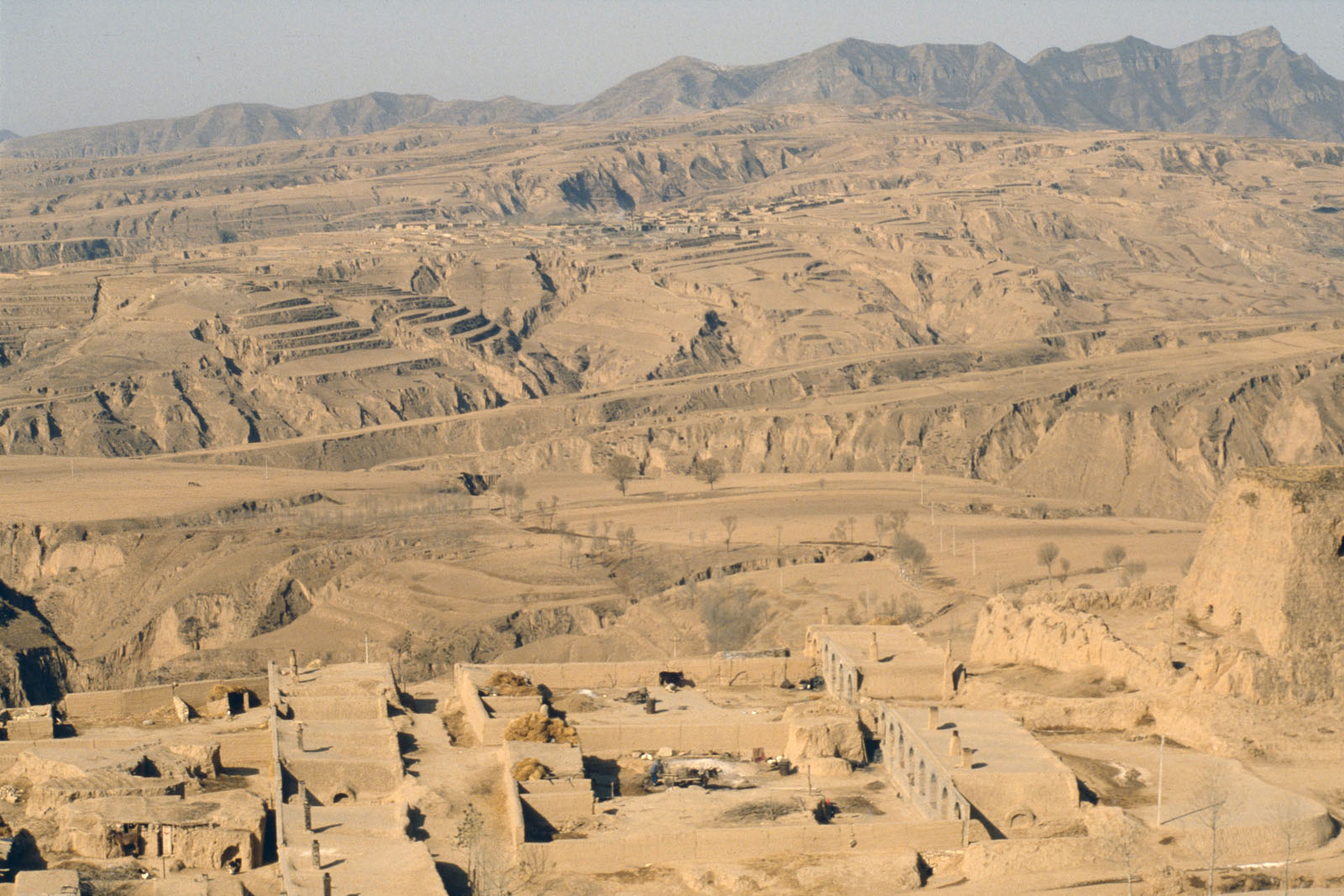
Lösslandschaft bei Hunyuan

Datong ist Standort von einer Stätte des UNESCO-Weltkulturerbes, von 27 Denkmälern der Volksrepublik China und mehr als 300 Stätten, die den Schutz einer anderen Verwaltungsebene genießen. Die Yungang-Grotten aus der Zeit der Nördlichen Wei-Dynastie sind etwa 16 km vom Stadtzentrum entfernt und stellen die größte Höhlentempelanlage Chinas, die heute erhalten ist. Der buddhistische Huayan-Tempel gehört sowohl von seiner Größe als auch von seiner Dachverzierung her zu den bedeutendsten seiner Art in China. Der Shanhua-Tempel ist der am besten erhaltene Tempel aus der Zeit der Liao- und Jin-Dynastie. Datongs Neun-Drachen-Wand ist die älteste, größte und am besten erhaltene Drachen-Wand des Landes. Das Hängende Kloster etwas außerhalb der Stadt ist einzige heute existierende Kloster, in dem Buddhismus, Taoismus und Konfuzianismus gleichzeitig zusammen ausgeübt werden, und es ist das einzige Gebäude Chinas, das derart in einen Felsen gebaut ist. Die Wildganspagode gehört zu den wenigen Pagoden Chinas, die als Teil der Stadtmauer errichtet wurden. Im zu Datong gehörenden Ort Ying befindet sich die meist als „Hölzerne Pagode“ bekannte Sakyamuni-Pagode des Buddhapalast-Tempels.

## Verkehr und Infrastruktur
Datong liegt in etwa 330 Kilometern Entfernung von Chinas Hauptstadt Peking, in 290 Kilometern Entfernung von Shanxis Provinzhauptstadt Taiyuan und in 300 Kilometern Entfernung von Hohhot, der Hauptstadt der Inneren Mongolei. Aufgrund dieser Lage zählt Datong zu den Verkehrsknotenpunkten Chinas. Es treffen sich in Datong sechs Autobahnen, die in Betrieb, Bau oder Planung sind, darunter die Autobahn Peking-Datong und die Autobahn Eren Hot–Guangzhou. Per 2015 gab es in Datong ein Straßennetz mit einer Länge von 12.546 Kilometern, wovon 550 Kilometern Autobahn waren.
Datong liegt an der Bahnstrecke Peking–Baotou und der Bahnstrecke Peking-Yuanping. Darüber hinaus beginnen in Datong die Bahnstrecke Datong–Puzhou, eine Nord-Süd-Verbindung, und die Bahnstrecke Datong-Qinhuangdao, eine West-Ost-Verbindung. Beide Bahnstrecken haben eine große Bedeutung insbesondere im Kohletransport, sind elektrifiziert und zählen zu den meistbefahrenen Güterverkehrsstrecken des Landes; sie haben nicht zuletzt den Beinamen Kohlefluss. Der Güterbahnhof von Datong ist gemessen an verladenen Tonnen der zweitgrößte seiner Art in China. der Bahnstrecke Datong–Puzhou, der Bahnstrecke Datong–Qinhuangdao. Im Jahre 2015 wurde der Bau der Schnellfahrstrecke Datong-Zhangjiakou begonnen, die die Fahrzeit nach Peking auf 2 Stunden reduzieren soll. Die Schnellfahrstrecke Datong-Xi’an befindet sich per Ende 2018 ebenfalls im Bau.
Der Flughafen Datong-Yungang bietet Verbindungen in mehrere große Städte Chinas wie Shanghai, Peking oder Guangzhou.
Südlich von Datong befindet sich bei 39° 56′ 34″ N, 113° 14′ 52″ O ein Längstwellensender der chinesischen Marine. Die Besonderheit der Anlage besteht darin, dass vier der verwendeten Sendemasten wie ein umgedrehtes „V“ aussehen.